# Nicolas Makelberge
Nicolas Makelberge är en svensk musikgrupp bestående av låtskrivaren Nicolas Makelberge och vokalisten Johan Tuvesson. Musiken kan närmast beskrivas som elektronisk popmusik/funk med påtagliga åttiotalsinfluenser. Anmärkningsvärt är gruppens liveframträdanden som består av att frontmannen Johan Tuvesson ensam sjunger till förinspelade beats. Gruppens låtskrivare Nicolas Makelberge bor i Porto, Portugal, där han doktorerar i kontemporär elektronisk musik, och forskar inom kreativitet parallellt med låtskrivandet.
År 2006 nominerades Nicolas Makelberge i kategorin årets pop, på prisgalan P3 Guld samt manifestgalan för sitt album Dying in Africa. År 2010 nominerades uppföljaren The unforgettable planet på manifestgalan, ett mestadels instrumentalt album påtagligt influerat av Nicolas vistelse vid ett katolskt universitet i Porto, Portugal. Nicolas Makelberge gav tidigare ut skivor på Rico och ligger numera på skivbolaget Emotion.

## Diskografi
- 2005 – South America  (EP, Bedroom)
- 2006 – Dying in Africa (Singel,  Rico)
- 2006 – Dying in Africa (Album, Rico)
- 2010 – The Unforgettable Planet (Album, Emotion)
- 2013 – Born From The Sun (EP, Emotion)